# Ennedi (region)
 Ikke at forveksle Bjergmassivet Ennedi
Ennedi var en af provinserne i Tchad. Indtil til 19. februar 2008 var Ennedi en inddeling i regionen Borkou-Ennedi-Tibesti. I 2012 blev den opdelt i to nye regioner: Afdelingen Wadi Hawar blev til Ennedi-Est-regionen, og afdelingen Ennedi blev til Ennedi-Ouest-regionen.  
17°11′N 21°35′Ø / 17.18°N 21.58°Ø